# 哈珀縣 (堪薩斯州)
哈珀縣（英語：Harper County，簡稱HP）是美國堪薩斯州西北部的一個縣，南鄰奧克拉荷馬州。面積2,800平方公里。根据美國2000年人口普查，共有人口6,536人。縣治安東尼（Anthony）。
成立於1867年2月26日，縣政府成立於1873年。縣名紀念美國內戰時期軍人馬里昂·哈珀。